# Bebop
Bebop ili samo bop je jedna od inačica jazz glazbe, koju karakterizira brzi ritam i improvizacija na osnovi harmonijske strukture skladbe, a ne na melodijskoj liniji. Početci bebopa vežu se uz početak drugog svjetskog rata, ranih 1940. - tih. Najpoznatiji jazz glazbenici bebopa bili su: saksofonist Charlie Parker, trubač Dizzy Gillespie i pijanist Thelonious Monk.

## Povijest glazbenog stila
Ploča Coleman Hawkinsa iz  1939. Body and Soul izvršila je presudan utjecaj na rađanje bebopa. 
Udarna skladba ove ploče,  postala je vrlo popularna ali ono što je bilo puno značajnije iz današnje perspektive je da je tom pločom Hawkins je postao uzor mnogim mlađim jazz glazbenicima, a najznačajniji od njih bio je Charlie Parker, iz Kansas Cityja.
Početkom 1940. -tih, mlađi jazz glazbenici počeli su tražiti nove izražajne mogućnosti i buniti se protiv ustaljenih oblika swing glazbe razvijene 1930-ih. Prevratnici poput;  Dizzy Gillespiea, Charlieja Parkera, Buda Powella i Theloniousa Monka bili su oduševljeni solističkom slobodom prijašnjih generacija koje su osobito izražavali pijanisti; Art Tatum i Earl Hines, tenor saksofonisti Coleman Hawkins i Lester Young i trubač Roy Eldridge. Naglašavanjem tog načina sviranja došli su do nove glazbene forme bebopa.
Nastaje kao pobuna mlađih, uglavnom crnih jazz glazbenika protiv komercijalizirnae i aranžirane glazbe swing bendova, a za povratak inidividualnoj kreativnosti kroz improvizaciju. Bebop skladbe izvodili su manji sastavi, a bile su namijenjene pažljivom slušanju.

### Glazbeni stil
Bebop se glazbeno drastično razlikovao od prethodnog swing razdoblja, brzim ritmom, asimetričnim glazbenim frazama, složenim melodijama i ritam sekcijom koja je dobila posve novu i puno značajniju ulogu od toga da samo drži glazbeni tempo. 
Ova glazba bila je potpuno različita od laganih plesnih ritmova i milozvučnih akorda velikih swing orkestara Bennyja Goodmana i Glenna Millera, nervozna, istrzana, ali je oduševila ljubitelje jazz glazbe.
Veliki swing orkestri su imali jasne glazbene aranžmane, dok su bebop glazbenici bili puno slobodniji i skloniji improvizaciji. Većina bebop glazbenika posjedovala je sjajnu izvođačku tehniku. Glazbenici više ne improviziraju varirajući samo melodiju, nego stvaraju slobodne, virtuozne improvizacije na zadani harmonijski oblik.
Još jedna novost koja se javlja u bebopu je jam session. To je slobodno, spontano improviziranje glazbenika za osobni užitak, obično bez šire publike.

### Bebop sastav
Bebop skladbe su izvodili manji sastavi, a bile su namijenjene pažljivom slušanju.
Uobičajeni  bebop kombo sastav imao je;  saksofon, trubu, kontrabas, bubnjeve, i pianino. Ovakav tip malog sastava imali su tada vrlo popularni; Charlie Parker (saksofonist) i Dizzy Gillespie (trubač). Ovaj tip malog ansabla, ponekad je pojačavan dodatnim saksofonistom, gitaristom ili drugim duhačima, poput trombona i vrlo rijetko nekim gudačim instrumentom.

### Bebop utjecaj na suvremenu jazz glazbu
Sredinom 1950-ih jazz glazbenici (Miles Davis i John Coltrane i mnogi drugi) počeli su koristiti glazbene fraze izvan standardnog bebop riječnika i tako ga prošili. Pored njih su i ostali jazz glazbenici eksperimentirali s bebopom i tako je došlo do; "cool jazza ( ili West Coast jazza), modal jazza, pa do najnovijih inačica; free jazz-a i novih avangardih formi jazz glazbe.

### Porijeklo naziva
Naziv je onomatopeja dviju kratkih nota, tipičnih za kraj fraze.

## Značajni Bebop glazbenici
- Cannonball Adderley, alt saksofon
- Art Blakey, bubnjevi
- Clifford Brown, truba
- Ray Brown, kontrabas
- Kenny Burrell, gitara
- Don Byas, tenor saksofon
- Paul Chambers, kontrabas
- Charlie Christian, gitara
- Kenny Clarke, bubnjevi
- John Coltrane, tenor saksofon
- Tadd Dameron, pianino
- Miles Davis, truba
- Kenny Dorham, truba
- Carl Fontana, trombone
- Curtis Fuller, trombone
- Dizzy Gillespie, truba
- Dexter Gordon, tenor saksofon
- Wardell Gray, saksofon
- Al Haig], pianino
- Sadik Hakim, pianino
- Barry Harris, pianino
- Percy Heath, kontrabas
- Milt Jackson, vibrafon
- J. J. Johnson, trombone
- Duke Jordan, pianino
- Lee Konitz, alt saksofon
- Stan Levey, bubnjevi
- Lou Levy, pianino
- John Lewis, pianino
- Dodo Marmarosa, pianino
- Howard McGhee, truba
- Charles McPherson, alt saksofon
- Charles Mingus, kontrabas
- Thelonious Monk, pianino
- Wes Montgomery, gitara
- Fats Navarro, truba
- Charlie Parker, alt saksofon
- Chet Baker, truba
- Oscar Pettiford, kontrabas
- Tommy Potter, kontrabas
- Bud Powell, pianino
- Max Roach, bubnjevi
- Red Rodney, truba
- Sonny Rollins, tenor saksofon
- Frank Rosolino, trombone
- Sonny Stitt, tenor i alt saksofon
- Lucky Thompson, tenor saksofon
- George Wallington, pianino

## Vanjske poveznice
- Verve povijest jazz glazbe i bebop